# 北港街道 (葫芦岛市)
北港街道，是中华人民共和国辽宁省葫芦岛市龙港区下辖的一个乡镇级行政单位。

## 行政区划
北港街道下辖以下地区：
白马石村、独树沟村、笊笠头子村、牛营村、东营村和稻池村。